# Lorenzo Guerrini
Pour les articles homonymes, voir Guerrini.
Lorenzo Guerrini, né en 1914 à Milan et mort en 2002 à Rome, est un sculpteur Italien.

## Biographie
Lorenzo Guerrini naît en 1914 à Milan.
Il est élève à l'Accademia di Belle Arti et au Museo d'Arte à Rome. Il étudie également à Breslau (aujourd'hui Wroclaw), à la Kunstakademie de Berlin et à Paris. À partir de 1930 il vit à Rome.
Lorenzo Guerrini meurt en 2002 dans la capitale italienne.